# دورة الألعاب الآسيوية 1966
أقيمت دورة الألعاب الآسيوية الخامسة في بانكوك من 9 إلى 20 كانون الأول/ديسمبر 1966 بمشاركة 2500 رياضي في 14 لعبة مختلفة، وفيها عادت كلٌ من إسرائيل وتايوان للمشاركة في الدورات الآسيوية.
شاركت كوريا بمنتخب مؤلف من 275 رياضياً ورياضية وكان هدفها الحلول في المركز الثاني وراء اليابان، فحققت هذا الهدف. وبرز في الدورة العداء الماليزي يغاتيزان الذي بات أول رياضي يحرز ذهبيتيّ سباقي 100 متر و200 متر في دورة واحدة.
وسجل في الدورة 73 رقماً آسيوياً جديداً. كما حصلت أحداث شغب للمرة الأولى في الألعاب الآسيوية خلال مباراة الدور نصف النهائي في كرة السلة بين كوريا وتايلاند عندما اشتبك اللاعبون قبل أن ينتقل العراك إلى المدرجات، وقد أصيب فيها رئيس الاتحاد الكوري لي بيونغ هي.
ولم تتغير هوية الدولة التي تصدرت الترتيب لأن اليابان أحرزت 78 ذهبية بفارق كبير عن كوريا التي نالت 12 ذهبية.

## الدول المشاركة
هذه قائمة الدول المشاركة في دورة الألعاب الآسيوية 1966.